# Джейн Краковськи
Джейн Краковськи (англ. Jane Krakowski; нар.. 11 жовтня 1968, Парсіпіна-Трой Гіллз, Нью-Джерсі, США) — американська акторка і співачка. Лауреатка премій «Тоні», Лоуренса Олів'є і Гільдії кіноакторів США.
Краковськи найбільш відома за ролями в телесеріалах «Еллі Макбіл» (1997—2002), «30 потрясінь» (2006—2013) і «Незламна Кіммі Шмідт» (2015—2020), які принесли їй номінації на премії «Еммі», «Золотий глобус» і Гільдії кіноакторів США.
Краковськи також відома роботою в театрі. Вона виграла премію «Тоні» за роль у Бродвейському мюзиклу «Дев'ять», і отримала номінації за «Гранд-отель» і «Вона кохає мене», а також виграла премію Лоуренса Олів'є в категорії «Найкраща акторка мюзиклу» за роль у мюзиклі «Хлопці і лялечки».

## Ранні роки
Народилася 1968 року в Парсіпіні-Трой Гіллз, Нью Джерсі, в сім'ї Барбари (до шлюбу Бенуа), викладачки коледжу, та Едварда Крайковськи, інженера-хіміка — активних в аматорському театрі. Має старшого брата. Батько — поляк і переїхав з Кракова, хоча сама Краковськи знає польською лише кілька слів.
Краковськи виросла в атмосфері театрального життя, згадуючи, що «замість того, щоб наймати нянь, батьки брали мене з собою». З 4 років займалась балетом, після чого полишила, щоб танцювати на Бродвеї. Краковськи відвідувала професійну школу для дітей у Нью-Йорку. Вона опустила букву «j» зі свого прізвища, почавши працювати акторкою, оскільки воно було складним.

## Кар'єра

### Телебачення
Першу роль на телебаченні Краковськи отримала в 1984 році в мильній опері «У пошуках завтрашнього дня», це була роль Ті Ар. За цю роботу вона була номінована на Денну премію «Еммі» в 1986 і 1987 роках. У 1996 році вона з'явилася в епізоді серіалу «Ранковий випуск» у ролі лікарки Гендлман. У 1997 році Краковськи зіграла Елейн Васал у телесеріалі «Еллі Макбіл»; у 1999 році ця роль принесла їй премію «Золотий глобус» у номінації «Найкраща акторка другого плану» .У 2003 році Краковськи знялася в серіалі «Евервуд», а в 2004 з'явилася в епізоді телесеріалу «Закон і порядок: Спеціальний корпус». У 2006 році Краковськи приєдналася до акторського складу серіалу «30 потрясінь». За роль Дженні Мароні в 2009 і 2010 роках акторка отримала номінацію на премію «Еммі». У 2015 році Краковськи почала зніматися в комедійному серіалі «Незламна Кіммі Шмідт».

### Кіно
Дебютувала в кіно у фільмі «Канікули». Пізніше з'явилася в таких фільмах, як «Фатальний потяг», «Красунчик Алфі, або Чого хочуть чоловіки», «Історія одного вампіра», «Сценічний дебют», «Танцюй зі мною» і «Шістнадцятилітня мати». Також була затверджена на роль у фільмі «Табір вічних снів», але через жорстокі сцени відмовилася.

## Особисте життя
У 2009 році Краковськи побралася з дизайнером Робертом Годлі. Сина Роберта Беннетта Годлі народила 13 квітня 2011 року. Пара розлучилася в 2013 році.

## Фільмографія
| Рік       |    | Українська назва                             | Оригінальна назва                                | Роль                                    |
| --------- | -- | -------------------------------------------- | ------------------------------------------------ | --------------------------------------- |
| 1983      | с  | Спеціальні пропозиції на вихідні             | ABC Weekend Specials                             | Ліззі Додж                              |
| 1983      | ф  | Канікули                                     | National Lampoon's Vacation                      | кузина Вікі                             |
| 1983      | тф | -                                            | No Big Deal                                      | Маргарет                                |
| 1984—1986 | с  | У пошуках завтрашнього дня                   | Search for Tomorrow                              | Ті Ар                                   |
| 1987      | ф  | Фатальний потяг                              | Fatal Attraction                                 | нянька                                  |
| 1989      | тф | Коли ми були молоді                          | When We Were Young                               | Лінда Роузен                            |
| 1989      | с  | Інший світ                                   | Another World                                    | Тоня                                    |
| 1991      | с  | -                                            | Against the Law                                  | н/д                                     |
| 1991      | тф | Жінки і чоловіки 2: В любові немає правил    | Women & Men 2: In Love There Are No Rules        | Мелба                                   |
| 1991      | ф  | Сценічний дебют                              | Stepping Out                                     | Лінн                                    |
| 1993      | с  | Куїн                                         | Queen                                            | Джейн                                   |
| 1993      | с  | Хроніки молодого Індіани Джонса              | The Young Indiana Jones Chronicles               | Дейл Вінтер                             |
| 1995      | с  | Строго на південь                            | Due South                                        | Кетрін Бернс                            |
| 1996      | ф  | Місіс Вінтерборн                             | Mrs. Winterbourne                                | Крістін                                 |
| 1996      | с  | Ранковий випуск                              | Early Edition                                    | доктор Емі Хендлман                     |
| 1997      | ф  | -                                            | Hudson River Blues                               | Дайан                                   |
| 1997—2002 | с  | Еллі Макбіл                                  | Ally McBeal                                      | Елейн Васал                             |
| 1998      | ф  | Танцюй зі мною                               | Dance with Me                                    | Патріша                                 |
| 1999      | ф  | Екстазі                                      | Go                                               | Айрін                                   |
| 1999      | с  | -                                            | Ally                                             | Елейн Васал                             |
| 2000      | ф  | Флінстоуни у Рок-Вегасі                      | The Flintstones in Viva Rock Vegas               | Бетті О'Шейл                            |
| 2000—2005 | мс | КітПес                                       | CatDog                                           | мати Котопса / Пусси Кет Кетфілд        |
| 2001      | мф | Кітпес: Велика таємниця походження           | CatDog: The Great Parent Mystery                 | мати Котопса / Пусси Кет Кетфілд        |
| 2002      | мф | Льодовиковий період                          | Ice Age                                          | Рейчел                                  |
| 2002      | тф | Звичайна прогулянка в парку                  | Just a Walk in the Park                          | Рейчел Морган                           |
| 2002—2003 | с  | Любов вдівця                                 | Everwood                                         | доктор Гретчен Тротт                    |
| 2002—2004 | мс | Ракетна міць                                 | Rocket Power                                     | Брізі                                   |
| 2003      | ф  | Марсі Ікс                                    | Marci X                                          | Лорен Фарб                              |
| 2003      | ф  | Великий товстун в місті                      | When Zachary Beaver Came to Town                 | Хезер                                   |
| 2004      | с  | Таксист                                      | Hack                                             | місіс Сміт                              |
| 2004      | тф | Смак                                         | Taste                                            | Саманта Ніл                             |
| 2004      | с  | Закон і порядок: Спеціальний корпус          | Law & Order: Special Victims Unit                | Емма Співак                             |
| 2004      | ф  | Красунчик Алфі, або Чого хочуть чоловіки     | Alfie                                            | Дорі                                    |
| 2004      | тф | Привиди Різдва                               | A Christmas Carol                                | Привид уже минулого Різдва / ліхтарниця |
| 2005      | ф  | Диявол у плоті                               | Pretty Persuasion                                | Емілі Клайн                             |
| 2005      | тф | Шістнадцятирічна мати                        | Mom at Sixteen                                   | Донна Купер                             |
| 2006      | мф | Сезон полювання                              | Open Season                                      | Жизель                                  |
| 2006      | тф | -                                            | Sex, Power, Love & Politics                      | Слоан                                   |
| 2006—2013 | с  | Студія 30                                    | 30 Rock                                          | Дженна Мароні                           |
| 2008      | ф  | Голий барабанщик                             | The Rocker                                       | Керол                                   |
| 2008      | ф  | Кіт Кіттредж: Загадка американської дівчинки | Kit Kittredge: An American Girl                  | міс Дулі                                |
| 2008      | мф | Сезон полювання 2                            | Open Season 2                                    | Жизель                                  |
| 2008      | тф | Маппетовське Різдво: Листи Санті             | A Muppets Christmas: Letters to Santa            | мама Клер                               |
| 2009      | тф | -                                            | TV's 50 Funniest Catch Phrases                   | оповідачка                              |
| 2009      | ф  | Історія одного вампіра                       | Cirque du Freak: The Vampire's Assistant         | Корми Лімбс                             |
| 2013      | мс | Сімпсони                                     | The Simpsons                                     | Женя                                    |
| 2014      | ф  | Дорослі новачки                              | Adult Beginners                                  | міс Дженн                               |
| 2014      | мс | Американський тато!                          | American Dad!                                    | Шарлотт                                 |
| 2014      | ф  | Біг Стогін Геп                               | Big Stone Gap                                    | милашка Сью Тинсли                      |
| 2014      | тф | Мертвий бос                                  | Dead Boss                                        | Хелен Стівенс                           |
| 2014—2018 | с  | Американська сімейка                         | Modern Family                                    | доктор Донна Данкан                     |
| 2015      | ф  | Пікселі                                      | Pixels                                           | перша леді США Керолайн Купер           |
| 2015      | с  | Юна                                          | Younger                                          | Аннабель Бенкрофт                       |
| 2015      | с  | Суботнього вечора в прямому ефірі            | Saturday Night Live                              | Дженна Мароні                           |
| 2016      | кф | -                                            | Mildred & The Dying Parlor                       | Тутті                                   |
| 2016      | мс | Робоцип                                      | Robot Chicken                                    | різні персонажі                         |
| 2016      | тф | -                                            | She Loves Me                                     | Ілона                                   |
| 2017      | мс | Софія Прекрасна                              | Sofia the First                                  | Сіззл                                   |
| 2017      | с  | Складні люди                                 | Difficult People                                 | Ліззі Маккормік                         |
| 2017      | мс | Кінь БоДжек                                  | BoJack Horseman                                  | Хані Шугармен                           |
| 2017      | мс | Рапунцель: Нова історія                      | Tangled: The Series                              | Віллоу                                  |
| 2017      | тф | В ефірі «Різдвяна історія»                   | A Christmas Story Live!                          | Міс Шилдс                               |
| 2018      | с  | П'яна історія                                | Drunk History                                    | Шерали                                  |
| 2018      | мф | -                                            | Henchmen                                         | Джейн                                   |
| 2019      | с  | Події минулого тижня з Джоном Олівером       | Last Week Tonight with John Oliver               | доповідачка                             |
| 2020      | с  | Ейджей і Королева                            | AJ and the Queen                                 | Бет Барнс Бігль                         |
| 2020      | с  | Стримай свій ентузіазм                       | Curb Your Enthusiasm                             | Вероніка                                |
| 2020      | с  | Втеча з віртуального острова                 | Escape from Virtual Island                       | місис Амброуз                           |
| 2020      | мф | Сім'я Віллобі                                | The Willoughbys                                  | мама                                    |
| 2015—2020 | с  | Незламна Кіммі Шмідт                         | Unbreakable Kimmy Schmidt                        | Жаклін Вургіз                           |
| 2017—2020 | с  | Вдома з Емі Седаріс                          | At Home with Amy Sedaris                         | Беверлі / в ролі самої себе             |
| 2020      | тф | —                                            | Unbreakable Kimmy Schmidt: Kimmy vs the Reverend | Жаклін Вайт                             |
| 2021      | мф | My Little Pony: Нове покоління               | My Little Pony: A New Generation                 | Королева Гейвен                         |
| 2019—2021 | с  | Дікінсон                                     | Dickinson                                        | місіс Дікінсон                          |
| 2021—2022 | с  |                                              | Ziwe                                             | Джейн                                   |
| 2021—2023 | с  | Шміґадун!                                    | Schmigadoon!                                     | Боббі Фланаган                          |
| 2023      | ф  | Твоє Різдво чи моє 2                         | Your Christmas or Mine 2                         | Діана                                   |